# Jacques Le Goff
Pour les articles homonymes, voir Le Goff.
Jacques Le Goff, né le 1er janvier 1924 à Toulon et mort le 1er avril 2014 à Paris, est un historien médiéviste français.
Il s'intéresse particulièrement dans ses recherches à l'anthropologie médiévale, et à l'histoire des mentalités,. Ses maîtres sont Charles-Edmond Perrin ou encore Maurice Lombard. Il rappelle aussi volontiers les influences d'Henri Pirenne, Fernand Braudel et Henri Michel, qui fut son professeur d'histoire au lycée de Toulon,.

## Biographie

### Jeunesse et formation

#### Famille
Son père, Jean Le Goff, né en 1878, est issu d’une famille modeste. Après avoir étudié à Rennes, il devient professeur certifié d'anglais. Il enseigne à Thessalonique, Smyrne et Alexandrie puis devient professeur de lycée à Toulon. Jean Le Goff était assez fermé à l'égard de la religion et adhère à la Mission Laïque. Cette opinion anticléricale est renforcée lors de l'affaire Dreyfus. Durant la Première Guerre mondiale, il sert comme soldat puis comme interprète auprès de l'armée américaine. Cette expérience lui laisse une mauvaise opinion des Américains contrebalancée par un sentiment positif vis-à-vis des Anglais. Il rencontre sa femme à Toulon et se marie le 3 avril 1923. Paralysé à la fin de sa vie, il meurt en 1958.
La mère de Jacques Le Goff, Germaine Ansaldi, d'origine italienne, est née en 1891 en Provence. Élevée dans une école religieuse, elle reçoit une éducation pieuse. Professeur de piano, elle reste très proche des coutumes et de la culture méridionales. Contrairement à son mari, elle est très proche de la religion qui l’encourage dans ses idées traditionalistes (mais sera opposée au régime de Vichy). Elle meurt le 21 juin 1984.
Jacques Le Goff décrit son père comme étant « droit, honnête, dévoué et intègre ». Il cherche à comprendre le comportement de son père et par là, à découvrir comment une société peut être modelée par des mentalités et des comportements, forgés par l’histoire, ses tendances et ses évènements marquants. Les caractères opposés et complémentaires de ses parents ont beaucoup influencé Jacques Le Goff notamment dans ses choix : au contact d’une éducation religieuse et d’un enseignement public, il a pu développer une liberté de conscience.

#### Homme de gauche
Il se forge des opinions politiques alors qu’il est encore assez jeune : en 1936, alors qu'il découvre le Moyen Âge en lisant Ivanhoé, il s'enthousiasme pour les réformes sociales du Front populaire ; il refuse de défiler devant Philippe Pétain en première, mais « sur quoi, l'après-midi, un de mes camarades a usé de menaces : « Comme on te veut du bien, on te conseille fortement d'aller défiler sinon tu verras que les ennuis pour toi et ta famille ne seront pas petits. » J'ai raconté cela à la maison en rentrant, et ma mère, fort inquiète, a insisté pour que j'aille à la cérémonie. Finalement, je suis allé défiler. Lâcheté personnelle, donc. Cela n'arrange pas mes souvenirs ». Ceci est inscrit sur des fichiers à Vichy et il n’obtient aucune pension lorsqu’il fait son hypokhâgne au lycée Thiers de Marseille. Il reste toujours opposé au régime de Vichy : « Pétain est la plus grande tache sur l’histoire de France » estimait-il en 1987.
Jacques Le Goff développe une passion en tant qu’observateur de la politique. En effet, même s’il vote au départ pour le Mouvement républicain populaire (MRP), il arrête très vite et ne se tourne pas vers le communisme comme c’était chose courante à l’époque (le fait qu’il ait assisté au coup de Prague en est une cause). Cependant, il devient un militant du Parti socialiste unifié (PSU) de 1958 à 1962. Attiré par le marxisme[réf. souhaitée], qui lui paraît exiger une certaine ouverture d’esprit, il associe d’autres disciplines à son étude de l’histoire, et notamment l’anthropologie.
En 2013, il signe le manifeste du Laboratoire d'esprit civique.

#### Études supérieures
Il entre en hypokhâgne au lycée Thiers de Marseille, mais suit peu les cours. Après un passage au lycée Louis-le-Grand à Paris, il intègre l'École normale supérieure de la rue d'Ulm. Convoqué par le STO, il se réfugie dans le maquis. Il lit beaucoup et rencontre le Moyen Âge avec la figure d’Ivanhoé de Walter Scott. Il obtient un certificat de français, latin et grec. Il doit suivre des cours de philologie à la Sorbonne pour finir sa licence et préparer son agrégation de lettres, mais il abandonne après deux semaines et se tourne vers l’histoire. Il garde une mauvaise impression de la Sorbonne, mais se plaît à Paris où il a accès à d’autres formes de culture comme le cinéma et le théâtre.
En 1945, après un voyage à Innsbruck, le Quai d'Orsay lui propose de travailler sur l’histoire tchécoslovaque : il apprend le tchèque et travaille sur le sujet Les Origines de l’université Charles de Prague au milieu du XIVe siècle. En 1946, il est séduit par la ville de Prague et décide de poursuivre ses études à l'université Charles de Prague de 1947 à 1948. En février 1948, il assiste au coup de Prague et à la prise de pouvoir par les communistes.
En 1950, il passe son agrégation d'histoire où il est reçu quatrième (le jury étant présidé par Fernand Braudel et composé, entre autres, de Maurice Lombard) et devient membre de l’École française de Rome. Il part ensuite enseigner au lycée Louis-Thuillier d'Amiens, mais il se rend compte qu’il ne veut pas enseigner et préfère la recherche collective.
Il parle couramment l'anglais, l'italien, le polonais et l'allemand.

#### Carrière universitaire
Pour continuer sa formation, il étudie à Oxford pendant un an, mais ne s’y plaît pas. À la suite de cela, il travaille un an au CNRS, mais c'est à nouveau un univers qui ne lui convient pas.
C’est pourquoi il se rend à la Faculté de Lille où il occupe un poste d'assistant. Il se réfère souvent à l'école historique française des Annales et à Henri Pirenne, le spécialiste du Moyen Âge. Cette période devient l'objectif de sa thèse sur les XIe et XIIIe siècles. Mais, ayant une grande liberté, il n’avance pas vite sur son sujet : « Les idées et attitudes à l’égard du travail au Moyen Âge ». Il est fasciné par cette période dont la stabilité s'accompagne d'un grand essor économique et d'importantes transformations politiques avec l'entrée de la bourgeoisie urbaine dans l'histoire.
En 1960, il obtient un poste à la VIe section de l'École pratique des hautes études. Deux ans plus tard, il se voit offrir un poste de directeur d’études. Il accepte, car il aime la liberté de recherche et la possibilité de nombreux échanges intellectuels ; il se rend en Italie, en Allemagne et en Pologne. Il y travaille sur le développement intellectuel au Moyen Âge. En 1960, il assiste Braudel qui travaille en histoire économique. Ceci lui permet de rencontrer des historiens étrangers, notamment des historiens polonais dans le cadre d'un échange avec l'institut d'histoire de l'Académie polonaise. C'est à cette occasion qu'il rencontre sa femme, Anna Dunin-Wasowicz, médecin spécialiste de psychiatrie infantile qu’il épouse en 1962 à Varsovie.
Bien qu’il ne fasse pas de thèse d’État, il accède en 1969 à la direction des Annales avec Emmanuel Le Roy Ladurie et Marc Ferro ; puis en 1972 il devient président de la VIe section de l'École pratique des hautes études qu’il transforme en établissement autonome en 1975 : l’École des hautes études en science sociale (EHESS). Il y met en place un groupe d'anthropologie historique de l'Occident médiéval. Dans ce contexte, il apprend le rôle et le fonctionnement des institutions, ce qui lui redonne de l’intérêt pour l’histoire politique.
En février 1979, il fait partie des 34 signataires de la déclaration rédigée par Léon Poliakov et Pierre Vidal-Naquet pour démonter la rhétorique négationniste de Robert Faurisson.

## Apport à l'histoire du Moyen Âge
Pour comprendre et expliquer la continuité des évènements historiques, Jacques Le Goff s'intéresse à l'histoire des sociétés et en particulier à celle des mentalités qui pour lui constituent une histoire plus « subtile » : « l’histoire est mue par des mouvements profonds et continus, elle ne connaît pas de rupture brusque. » Il ne donne pas trop d'importance à la croisade dans son ouvrage Civilisation de l'Occident médiéval. Il ne sacralise pas non plus la Révolution française.
Pour Jacques Le Goff, l’histoire ne peut être objective : c’est une « activité presque involontaire de rationalisation ». Il s’est penché sur l’Histoire comme mémoire, sur l'histoire des mentalités et des sensibilités en utilisant des documents traditionnels et des documents qui témoignent du vécu passé et récent, comme des confessions ou encore des objets de la vie quotidienne. Il porte également son intérêt sur la place des sentiments et de l'affectivité dans l'Histoire. À cet égard, il s'intéresse à deux épisodes historiques : d’abord le début du XIe siècle, période d'entente entre la monarchie et l’Église. En effet, Helgaud de Fleury fait passer Robert le Pieux pour un saint alors que ce dernier répudie sa femme, en enlève une autre qu'il épouse et ainsi devient bigame. Le second épisode se situe à la fin du XIIe siècle, lorsque Philippe Auguste veuf se remarie, mais qu’il ne consomme pas le mariage et fait emprisonner sa femme pour pouvoir se remarier. Il cherche à montrer avec ces deux épisodes que le cœur et les sentiments sont alors plus forts que la raison d'État. L'époque médiévale l'attire à travers l'attitude à l'égard de la femme, l'appréciation positive du travail et l'omniprésence de la religion.
En 1960, lorsqu'il écrit pour Les Grandes Civilisations chez Arthaud, il se charge de l’iconographie et sa subjectivité ressort nettement : il montre une chrétienté violente et archaïque qui s’oppose à la créativité d’un puissant essor. Dans ce livre, il accorde une grande importance à l’histoire des mentalités et de la sensibilité et on peut y percevoir une tonalité marxiste,.
On lui reconnaît également un réel talent pour la vulgarisation scientifique,. En 1968, il débute dans l'émission Les Lundis de l'Histoire sur France Culture, destinée à un public cultivé, qu'il anime seul jusqu'en 1972. C'est une activité qu'il poursuit jusqu'à son décès, et en 1971, il est associé au projet Faire de l'histoire qui est une histoire des Annales destinée à un public plus large. Il cherche à être un homme de son temps en s’adressant à plusieurs catégories d’auditeurs, mais aussi en essayant de communiquer davantage. C’est à cette époque, en 1977, qu’il réunit tous ses articles écrits entre 1964 et 1976 et les publie sous le titre Pour un autre Moyen Âge. Il écrit également des articles sur le domaine de l'histoire et de l'historien pour l'Enciclopedia Einaudi.
Dans les années 1980, il s’intéresse à l’imaginaire politique durant le Moyen Âge (ses symboles, ses rites, ses cérémonies, ses rêves, ses images) et écrit L'Imaginaire médiéval. Il porte ses recherches sur le rêve, la culture populaire et les croyances collectives dans la société du Moyen Âge, sur les mentalités ainsi que sur leurs modifications et évolutions. Il essaie même de prendre en compte des hypothèses sur la conscience et l’inconscient. Il se pose également des questions sur l’Histoire qui se fait et l’Histoire qu’il reste à faire et souhaite pour cela étudier le rire au Moyen Âge.
Parallèlement, il s’intéresse à la civilisation matérielle et culturelle populaire, à travers les vêtements, les aliments, les romans, mais aussi les paroles et les gestes,.
En 2007, l'abbaye de Fontevraud consacre à son livre Héros et Merveilles du Moyen Âge une grande exposition sous la direction de Xavier Kawa-Topor. Il prononce, à cette occasion, sa dernière conférence publique, le 18 août 2007 en compagnie d'Umberto Eco.

### L'influence du fait religieux
Dès son enfance, Jacques Le Goff se montre réticent vis-à-vis de la pratique religieuse. Malgré une éducation religieuse, il ne prend connaissance de la Bible que lorsqu’il se tourne vers l’étude de l’histoire médiévale.
Il n’apprécie guère la théologie, et lui préfère l'histoire de la sensibilité, des rites et des pratiques religieuses. Il étudie la pratique religieuse minimale constituée par trois sacrements : le baptême, le mariage et l’extrême onction. Pour lui, la pratique religieuse revêt un aspect destructeur. C’est pourquoi il ne s’intéresse que peu au bas Moyen Âge où la devotio moderna et le comtemptus mundi lui rappellent cette perspective subversive. En revanche, il avouera une "dévotion" pour saint François d'Assise auquel il a consacré en 1999 une monographie, Saint François d'Assise.
Les questions religieuses constituent un de ses grands centres d'intérêt. Il s'intéresse notamment à la parole religieuse médiévale. Faute de documents à propos des messes, il se tourne vers l’étude des manuels de confesseur, du nouveau droit canonique. Cela lui permet d’avoir une nouvelle vision de la société et de son évolution.
Concernant l'islam, Jacques Le Goff considère que « malgré une hostilité le plus souvent très vive des Français à l'égard des musulmans, la France a fait du Moyen Âge à nos jours des emprunts culturels et humains à l'islam qui ont enrichi et continuent d'enrichir sa vie sociale et intellectuelle ».

### L’influence de sa ville natale
Ayant passé son enfance dans un quartier de Toulon, cette ville marque l’esprit de Jacques Le Goff à plusieurs niveaux. Dans un premier temps, étant né sur le cours La Fayette, il habite une position stratégique dans la topographie géographique et sociale de Toulon. Ce point lui reste en mémoire et il s’intéresse par la suite à la topographie sociale des villages. Le cours La Fayette permet également de délimiter deux quartiers de Toulon, et lui montre ainsi l’importance que peuvent jouer les frontières.
Il voit l’arrivée des équipements électroménagers et les changements de société qui s’ensuivent. C’est pourquoi il garde en mémoire l’importance de la civilisation matérielle et de son évolution, mais aussi que la rue était avant cela une unité de sociabilité, par exemple à l'occasion des rencontres aux lavoirs collectifs.

### L'influence de la Seconde Guerre mondiale
Il passe le début de la Seconde Guerre mondiale isolé près de Sète. En 1943, il est convoqué par le STO (Service du travail obligatoire) à Marseille. Il se rend dans les Alpes et entre dans la Résistance où il a pour tâche de recevoir des armes et des médicaments parachutés par les Anglais. Mais même s’il vit la guerre, il ne la ressent pas et n’a pas conscience des changements qui s’opèrent, car pour lui les guerres ne sont pas un grand moteur de l’histoire, même si elles sont capables d'accélérer ou de retarder les évolutions. On retrouve toujours sa pensée selon laquelle l’histoire politique et l’histoire des grands évènements doivent céder la place à une histoire plus profonde et plus longue qui s'écrit sous la forme de lentes évolutions.

## Responsabilités éditoriales et scientifiques
- Codirecteur de la revue des Annales
- Codirecteur de la revue italienne de vulgarisation Storia e Dossier

Jacques Le Goff est également membre de plusieurs associations et sociétés savantes :
- Conseil supérieur de la recherche et de la technologie
- Conseil supérieur des universités
- Conseil scientifique de l’Institut de recherche et d’histoire des textes
- Fondation France-Pologne
- Fondation « Pour la science » Centre international de synthèse
- Membre de l'Academia Europea
- Membre de l'Académie polonaise des sciences
- Membre étranger de l'Académie américaine des arts et des lettres
- Membre correspondant du Medieval Academy of America
- Jury de l’Institut universitaire de France
- Président du Conseil scientifique de l'École nationale du patrimoine

## Publications
Une bibliographie complète de ses œuvres est disponible ici
- Faut-il vraiment découper l'histoire en tranches ?, Paris, Le Seuil, 2014[29]  (ISBN 9782021106053).
- À la recherche du temps sacré, Jacques de Voragine et la Légende dorée, Paris, Perrin, coll. Pour l'histoire, 2011[30]  (ISBN 9782262033927).
- Le Moyen Âge et l’argent : Essai d’anthropologie historique, Paris, Éditions Perrin, coll. « Pour l’Histoire », 2010, 244 p. (ISBN 978-2-262-03260-9).
- Avec Hanka, Paris Gallimard, 2008[31].
- L'Europe expliquée aux jeunes, Paris, Le Seuil, 2007[32].
- Marchands et banquiers du Moyen Âge, Paris, PUF, coll. « Que sais-je ? », 2006, 129 p. (ISBN 2-13-051479-0).
- Héros et merveilles du Moyen Âge, Paris, Le Seuil, 2005.
- Un long Moyen Âge, Paris, Fayard, 2004  (ISBN 2-84734-179-X).
- Héros du Moyen Âge, Le roi, le saint, au Moyen Âge, Paris, Gallimard Quarto, 2004.
- De la pertinence de mettre une œuvre contemporaine dans un lieu chargé d'histoire : Entretien avec Pierre Soulages à propos des vitraux de Conques (préface de Xavier Kawa-Topor, photographies Pascal Piskiewicz). Toulouse, 2003. Le Pérégrinateur Éditeur
- À la recherche du Moyen Âge ( avec Jean-Maurice de Montremy ), Paris, Louis Audibert, 2003.
- Une histoire du corps au Moyen Âge (avec Nicolas Truong), Paris, Liana Lévi, 2003.
- Le Dieu du Moyen Âge, Paris, Bayard, 2003.
- L'Europe est-elle née au Moyen Âge ?, Paris, Le Seuil, 2003.
- Cinq personnages d’hier pour aujourd’hui : Bouddha, Abélard, saint François, Michelet, Bloch, Paris, La Fabrique, 2001.
- Le Sacre royal à l'époque de Saint-Louis, Paris, Gallimard, 2001.
- Un Moyen Âge en images, Paris, Hazan, 2000.
- Dictionnaire raisonné de l'Occident médiéval (en collaboration avec Jean-Claude Schmitt), Paris, Fayard, 1999.
- Saint François d'Assise, Paris, Gallimard, collection « Bibliothèque des histoires », 1998[33].
- Un autre Moyen Âge, Paris, Gallimard, coll. « Quarto », 1999, 1372 p. (ISBN 2-07-075463-4).
- Le Moyen Âge aujourd'hui, Paris, Léopard d'Or, 1998.
- Pour l'amour des villes (en collaboration avec Jean Lebrun), Paris, Textuel, 1997.
- Une vie pour l'histoire (entretiens avec Marc Heurgon), Paris, La Découverte, 1996.
- L'Europe racontée aux jeunes, Paris, Le Seuil, 1996.
- Saint Louis, Paris, Gallimard, 1996[34].
- L'Homme médiéval (dir.), Paris, Le Seuil, 1994.
- La Vieille Europe et la nôtre, Paris, Le Seuil, 1994.
- Le XIIIe siècle : l'apogée de la chrétienté, Paris, Bordas, 1992.
- Gallard, passeport 91-92 : une œuvre d'art à la rencontre de…, Paris, Fragments, 1992.
- Histoire de la France religieuse (dir., avec René Rémond), 4 volumes, Paris, Le Seuil, 1988-1992.
- L'État et les Pouvoirs, (dir.), Paris, Le Seuil, 1989.
- Histoire et mémoire, Paris, Gallimard, 1988.
- Intellectuels français, intellectuels hongrois, XIIe – XXe siècle, Paris, Éditions du CNRS, 1986.
- Crise de l'urbain, futur de la ville : actes, Paris, Economica, 1986.
- La Bourse et la Vie, Paris, Hachette Littératures, 1986.
- L'Imaginaire médiéval, Paris, Gallimard, 1985[35].
- La Naissance du purgatoire, Paris, Gallimard, 1981[36],[37],[38].
- La Nouvelle Histoire (en collaboration avec Jacques Revel), Paris, Éditions Retz, 1978.
- Pour un autre Moyen Âge : temps, travail et culture en Occident : 18 essais, Paris, Gallimard, 1977[39].
- Faire de l'histoire (dir., avec Pierre Nora), 3 volumes, Paris, Gallimard, 1974.
- Les Propos de Saint Louis, Paris, Gallimard, 1974.
- Hérésie et sociétés dans l'Europe pré-industrielle, XIe – XVIIIe siècle : communications et débats du colloque de Royaumont, Paris, EHESS, 1968.
- La civilisation de l'Occident médiéval, Paris, Arthaud, 1964[40].
- Le Moyen Âge, Paris, Paris, Bordas, collection d'histoire Louis Girard, 1962 (manuel d'histoire pour 4e).
- Marchands et banquiers au Moyen Âge, Paris, Le Seuil, 1957 ;
- Les Intellectuels au Moyen Âge, Paris, Le Seuil. Collections Microcosme « le Temps qui court », 1957.

## Distinctions

### Décorations
- Commandeur de la Légion d'honneur (1997)[41],[42].
- Commandeur de l'ordre des Arts et des Lettres (1997)[43].

### Récompenses
- Prix International Dan David, Fondation Dan David (2007).
- Prix Dr A.H. Heineken d'Histoire décerné par l'Académie royale des Arts et des Sciences des Pays-Bas (2004)[44].
- Médaille d'or du CNRS (1991)[45].
- Grand Prix national d’Histoire (1987).
- Grand prix Gobert de l'Académie française (1986)[46].
- Prix Broquette-Gonin de l'Académie française (1978 ; 1982)[46].
- Prix Tevere (Rome).

### Docteurhonoris causa
Jacques Le Goff est docteur honoris causa de nombreuses universités, parmi lesquelles :
- Université de Bucarest
- Université de Budapest
- Université de Cluj
- Université Jagellonne de Cracovie[47]
- Université hébraïque de Jérusalem
- Université catholique de Louvain
- Université de Parme
- Université de Pavie
- Université Charles de Prague
- Université La Sapienza de Rome
- Université de Varsovie
- Université d'État de Tcheliabinsk

### Articles de presse
- Antoine de Baecque, « Jacques Le Goff, monument historique », sur liberation.fr, 19 novembre 2003 (consulté le 2 avril 2014).
- Blaise Dufal, « Jacques Le Goff, une histoire ouverte et soucieuse du public », sur humanite.fr, 2 avril 2014 (consulté le 15 juillet 2017).
- Claude Gauvard, « Hommage à Jacques Le Goff », sur musee-moyenage.fr, 3 avril 2014 (consulté le 15 juillet 2017).
- Nicolas Truong, « Jacques Le Goff, mort d'un « ogre historien » », sur lemonde.fr, 1er avril 2014 (consulté le 1er avril 2014).
- Thomas Régnier, « Jacques Le Goff, mort de l'ogre de l'histoire », sur lefigaro.fr, 1er avril 2014 (consulté le 2 avril 2014).
- Xavier Kawa-Topor, « Ma prochaine visite à Jacques Le Goff », sur lemonde.fr, 2 avril 2014 (consulté le 2 avril 2014).